# 박상규 (1964년)
박상규(1964년 ~ )는 대한민국의 기자, 앵커, 방송경영인이다.

## 학력
- 전주교육대학교 전주부설초등학교
- 전라중학교
- 전주해성고등학교
- 서울대학교 경영학 학사

## 경력
- 1986.3 ~ 1988.4 연합통신 기자 공채 8기
- 1988.5 SBS 경력 기자 공채 (사회,정치,국제,편집,경제부 기자)
- 1991.12 ~ 2011 SBS 보도본부 기자
- 2004.3 ~ 2005.10 평일 SBS 8 뉴스 앵커
- 2007 ~ 2011 SBS 보도본부 편집부 차장
- 2011.12 ~ 2018.7 채널A 보도본부 부본부장
- 2011.12 ~ 2015.10 채널A 뉴스A 앵커
- 2017.7 ~ 2018.7 채널A 보도본부 뉴스이노베이션팀장 겸임
- 2018.7 채널A 뉴스비전 대표이사
- KTV 국민방송 앵커
- 채널A 객원 해설위원
- 시사평론가

## 출연작
- 1997 ~ 1998 SBS 모닝와이드 앵커
- 1999 ~ 2000 SBS 모닝와이드 앵커
- 2004.3 ~ 2005.10 SBS 8 뉴스 평일 앵커
- 2011.12 ~ 2012.10.5 채널A 뉴스A 평일 앵커
- 2012 채널 A 대선 스타일 앵커
- 2012 채널 A 뉴스와이드·뉴스현장 앵커
- 2013.4 ~ 2017.9 채널A 종합뉴스 평일 앵커 & 이슈 속으로 앵커.
- 2023.2 ~ KTV 국민방송 정책&이슈 앵커

## 상훈
- 1994.2 한국기자협회 이달의 기자상(취재 보도 부문/마포구청장 저질 선물 비리)
- 2001 한국방송인 동우회 바른말 보도상